# Alexander Woodcock
Alexander Edward (”Ted”) Richard Woodcock, född 9 april 1943 i Storbritannien, död 16 mars 2024 i Fairfax, Virginia, var en amerikansk biolog och biofysiker. 

## Biografi
Woodcock hade Doctor of Philosophy-examen i biologi och Master of Science-examen i biofysik från University of East Anglia i Norwich samt en Bachelor of Science-examen i fysik från University of Exeter. Han var Chief Scientist och Vice President vid BAE Systems Portal Solutions (tidigare Synectics Corporation) i Fairfax i Virginia, Senior Research Professor och Director för Societal Dynamics Research Center vid George Mason University School of Public Policy. Därtill hade han varit gästprofessor vid Försvarshögskolan i Stockholm och under tio år Visiting Professor vid Royal Military College of Science i Shrivenham i Storbritannien.
Woodcock var också Fulbright Fellow och Research Associate i biologi vid Yale University i New Haven, Research Fellow hos Mathematics Institute vid University of Warwick i Storbritannien, Research Fellow vid IBM Research i Yorktown Heights i New York, Visiting Scholar i biologi vid Stanford University och Affiliate Professor vid George Mason University School of Public Policy. Därefter bedrev han konsultverksamhet och arbetade för åtskilliga amerikanska myndigheter.
I sin forskning arbetade Woodcock med utveckling och implementering av samhälleliga dynamiska modeller rörande bland annat militära, politiska och ekonomiska processer för modellering och analys av lågintensiv konflikt, fred och humanitära operationer. Han var projektledare för Strategic Management System (STRATMAS) som skapade ett verktyg som använder genetiska algoritmer och intelligenta automatiska metoder för definition och optimal insats av civila och militära enheter i fredsbevarande och humanitära operationer.
Alexander Woodcock kallades 1998 till ledamot av svenska Kungliga Krigsvetenskapsakademien. Han var också ledamot av Royal Society of Medicine i London och fullvärdig medlem av Sigma Xi.